# Liste der Auslandsvertretungen Burkina Fasos

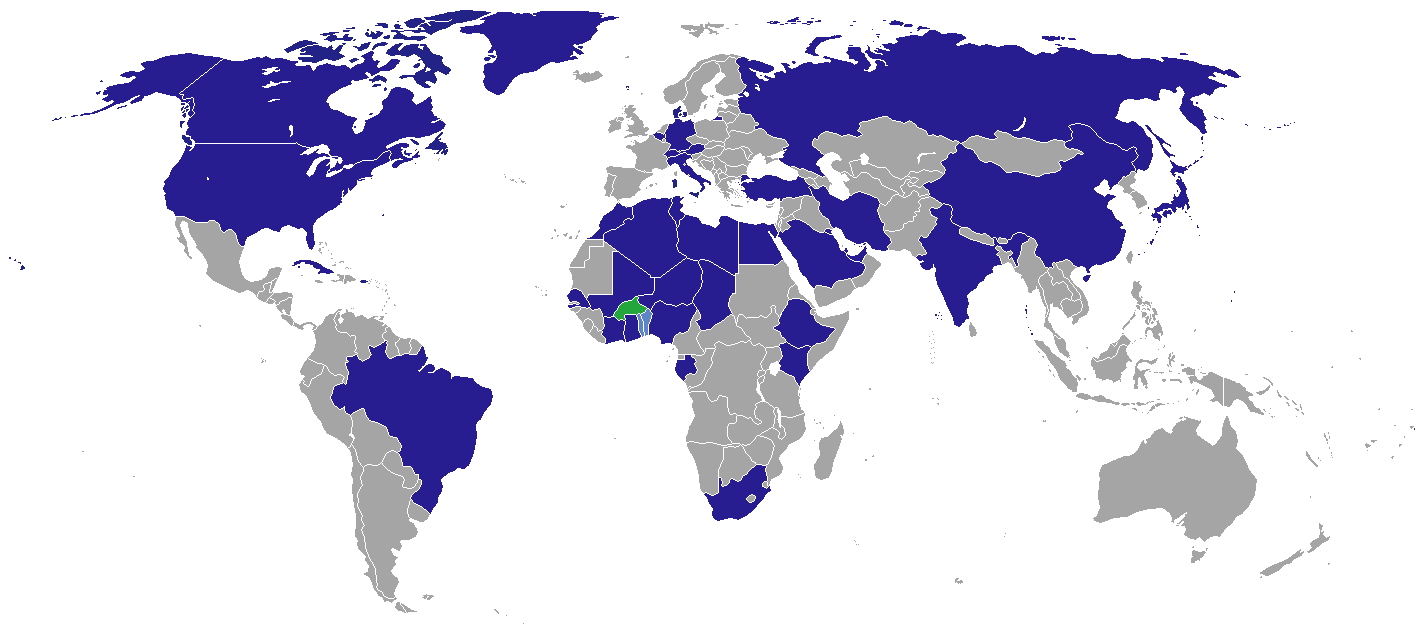
Standorte der diplomatischen Vertretungen Burkina Fasos

Dies ist eine Liste der diplomatischen und konsularischen Vertretungen Burkina Fasos.

## Diplomatische und konsularische Vertretungen

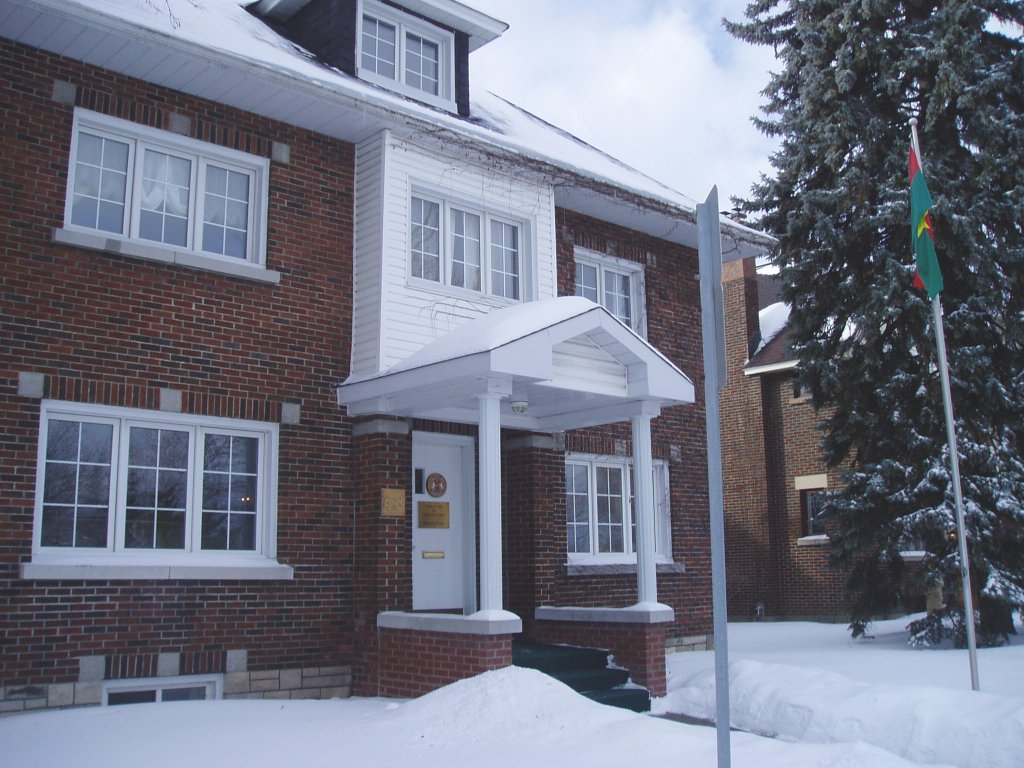
Burkinische Botschaft in Ottawa

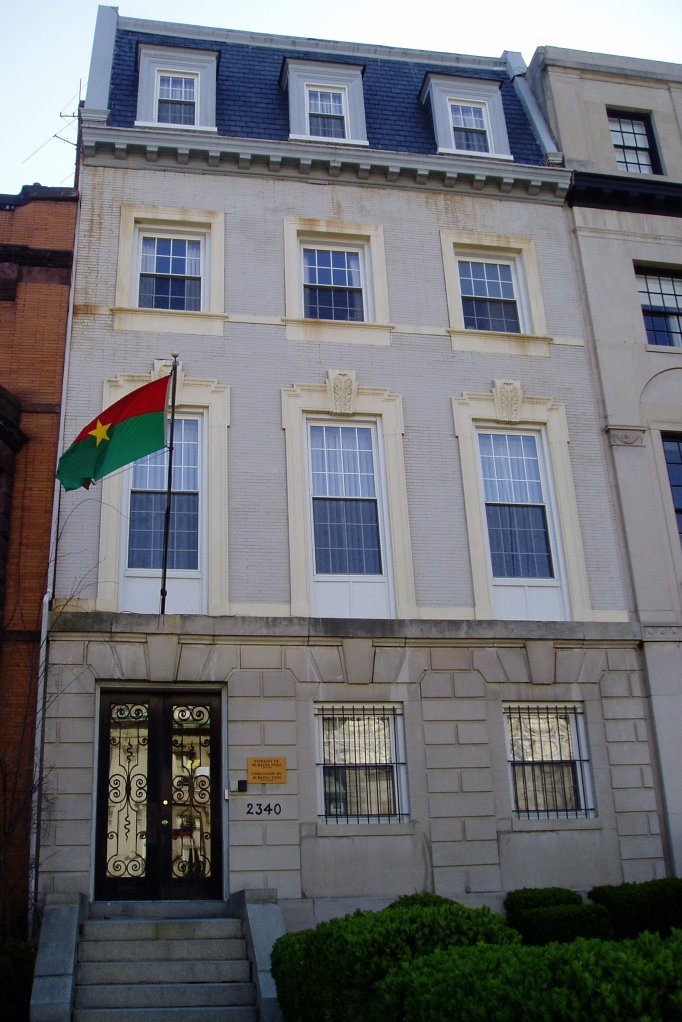
Burkinische Botschaft in Washington, D.C.

### Afrika
| - Ägypten: Kairo, Botschaft - Algerien: Algier, Botschaft - Äthiopien: Addis Abeba, Botschaft - Elfenbeinküste: Abidjan, Botschaft - Elfenbeinküste: Bouaké, Generalkonsulat - Gabun: Libreville, Botschaft - Ghana: Accra, Botschaft - Ghana: Kumasi, Generalkonsulat | - Libyen: Tripolis, Botschaft - Mali: Bamako, Botschaft - Marokko: Rabat, Botschaft - Niger: Niamey, Generalkonsulat - Nigeria: Abuja, Botschaft - Senegal: Dakar, Botschaft - Südafrika: Pretoria, Botschaft - Tunesien: Tunis, Botschaft |

### Amerika
| - Brasilien: Brasília, Botschaft - Kanada: Ottawa, Botschaft | - Kuba: Havanna, Botschaft - Vereinigte Staaten: Washington, D.C., Botschaft |

### Asien
| - Volksrepublik China: Peking, Botschaft - Indien: Neu-Delhi, Botschaft - Japan: Tokio, Botschaft - Saudi-Arabien: Riad, Botschaft | - Saudi-Arabien: Dschidda, Generalkonsulat |

### Europa
| - Belgien: Brüssel, Botschaft - Dänemark: Kopenhagen, Botschaft - Deutschland: Berlin, Botschaft - Frankreich: Paris, Botschaft | - Italien: Rom, Botschaft - Österreich: Wien, Botschaft - Schweiz: Genf, Botschaft - Türkei: Ankara, Botschaft |

## Vertretungen bei internationalen Organisationen
- AU: Addis Abeba, Ständige Vertretung
- Vereinte Nationen: New York, Ständige Vertretung
- Vereinte Nationen: Genf, Ständige Vertretung